# Franco Forini
Franco Forini (ur. 22 września 1958 roku w Muralto) – włoski kierowca wyścigowy.

## Kariera
Karierę Franco rozpoczął od startów w kartingu. Po jej zakończeniu, postanowił rozpocząć poważną karierę wyścigową, debiutując w 1981 roku, we Włoskiej Formule 3. Po tytuł w niej sięgnął pięć lat później, z włoską stajnią Forti Corse. Następnie awansował do bezpośredniego przedsionka F1 - Międzynarodowej Formuły 3000. Nie osiągnął tam jednak żadnych sukcesów. 
Pomimo tego sezon później dostał szansę udziału w trzech wyścigach Formuły 1, o Grand Prix Włoch, Grand Prix Portugalii oraz Grand Prix Hiszpanii, w zastępstwie Włocha Gabriele Tarquini. Z powodu awarii bolidu Osella, dwóch pierwszych rund nie ukończył, natomiast do trzeciej i ostatniej w swojej karierze nie zdołał się zakwalifikować. Po tym sezonie nigdy już nie dostał szansy udziału w wyścigach Grand Prix.
Po krótkim epizodzie w F1, Forini powrócił do serii F3. Brał w niej udział do roku 1989, jednakże już bez sukcesu. Po zakończeniu działalności w wyścigach single-seater Szwajcar zajmował się menedżerstwem oraz startami w rajdach, w swoim kraju. Poza tym angażował się w wyścigi kartingowe. 
Obecnie jest właścicielem stacji paliw.